# Francisco Ayres
Francisco Ayres est une municipalité brésilienne située dans l'État du Piauí.